# Box-office 2009 au Canada et aux États-Unis
Cet article traite du box-office de 2009 au Canada et aux États-Unis.

## Classement
| Rang | Titre                                      | Pays | Réalisateur                    | Budget en USD | Recettes      | Week-End |
| ---- | ------------------------------------------ | ---- | ------------------------------ | ------------- | ------------- | -------- |
| 1.   | Avatar                                     |      | James Cameron                  | 237 000 000   | 749 766 139 $ | 34 (fin) |
| 2.   | Transformers 2 : la Revanche               |      | Michael Bay                    | 200 000 000   | 402 111 870 $ | 16 (fin) |
| 3.   | Harry Potter et le Prince de sang-mêlé     |      | David Yates                    | 250 000 000   | 301 959 197 $ | 22 (fin) |
| 4.   | Twilight, Chapitre II : Tentation          |      | Chris Weitz                    | 50 000 000    | 296 623 634 $ | 19 (fin) |
| 5.   | Là-haut                                    |      | Pete Docter                    | 175 000 000   | 293 004 164 $ | 23 (fin) |
| 6.   | Very Bad Trip                              |      | Todd Phillips                  | 35 000 000    | 277 322 503 $ | 28 (fin) |
| 7.   | Star Trek                                  |      | J. J. Abrams                   | 150 000 000   | 257 730 019 $ | 21 (fin) |
| 8.   | The Blind Side                             |      | John Lee Hancock               | 29 000 000    | 255 959 475 $ | 26 (fin) |
| 9.   | Alvin et les Chipmunks 2                   |      | Betty Thomas                   | 70 000 000    | 219 614 612 $ | 21 (fin) |
| 10.  | Sherlock Holmes                            |      | Guy Ritchie                    | 110 000 000   | 209 028 679 $ | 18 (fin) |
| 11.  | Monstres contre Aliens                     |      | Conrad Vernon et Rob Letterman | 175 000 000   | 198 351 526 $ | 22 (fin) |
| 12.  | L'Âge de glace 3 : Le Temps des dinosaures |      | Carlos Saldanha                | 90 000 000    | 196 573 705 $ | 21 (fin) |
| 13.  | X-Men Origins : Wolverine                  |      | Gavin Hood                     | 150 000 000   | 179 883 157 $ | 22 (fin) |
| 14.  | La Nuit au musée 2                         |      | Shawn Levy                     | 150 000 000   | 177 243 721 $ | 24 (fin) |
| 15.  | 2012                                       |      | Roland Emmerich                | 200 000 000   | 166 112 167 $ | 15 (fin) |
| 16.  | La Proposition                             |      | Anne Fletcher                  | 40 000 000    | 163 958 031 $ | 20 (fin) |
| 17.  | Fast and Furious 4                         |      | Justin Lin                     | 85 000 000    | 155 064 265 $ | 13 (fin) |
| 18.  | G.I. Joe : Le Réveil du Cobra              |      | Stephen Sommers                | 175 000 000   | 150 201 498 $ | 13 (fin) |
| 19.  | Paul Blart : super vigile                  |      | Steve Carr                     | 26 000 000    | 146 336 178 $ | 19 (fin) |
| 20.  | Taken                                      |      | Pierre Morel                   | 22 000 000    | 145 000 989 $ | 23 (fin) |
| 21.  | Le Drôle de Noël de Scrooge                |      | Robert Zemeckis                | 200 000 000   | 137 855 863 $ | 13 (fin) |
| 22.  | Anges et Démons                            |      | Ron Howard                     | 150 000 000   | 133 375 846 $ | 12 (fin) |
| 23.  | Terminator Renaissance                     |      | McG                            | 200 000 000   | 125 322 469 $ | 16 (fin) |
| 24.  | Tempête de boulettes géantes               |      | Phil Lord et Chris Miller      | 100 000 000   | 124 870 275 $ | 19 (fin) |
| 25.  | Inglourious Basterds                       |      | Quentin Tarantino              | 75 000 000    | 120 540 719 $ | 17 (fin) |
| 26.  | Mission-G                                  |      | Hoyt Yeatman                   | 150 000 000   | 119 436 770 $ | 19 (fin) |
| 27.  | District 9                                 |      | Neill Blomkamp                 | 30 000 000    | 115 646 235 $ | 12 (fin) |
| 28.  | Pas si simple                              |      | Nancy Meyers                   | 85 000 000    | 112 735 375 $ | 14 (fin) |
| 29.  | Thérapie de couples                        |      | Peter Billingsley              | 60 000 000    | 109 204 945 $ | 17 (fin) |
| 30.  | Paranormal Activity                        |      | Oren Peli                      | 11 000        | 107 918 810 $ | 17 (fin) |
| 31.  | Watchmen : Les Gardiens                    |      | Zack Snyder                    | 130 000 000   | 107 509 799 $ | 12 (fin) |
| 32.  | La Princesse et la Grenouille              |      | John Musker et Ron Clements    | 105 000 000   | 104 400 899 $ | 18 (fin) |

## Classement par Week End
| #  | Date              | Film no 1                                 | Recettes      |
| -- | ----------------- | ----------------------------------------- | ------------- |
| 1  | 2 janvier 2009    | Marley & moi                              | 24 263 763 $  |
| 2  | 9 janvier 2009    | Gran Torino                               | 29 484 388 $  |
| 3  | 16 janvier 2009   | Paul Blart : Super Vigile                 | 31 832 636 $  |
| 4  | 23 janvier 2009   | Paul Blart : Super Vigile                 | 21 623 182 $  |
| 5  | 30 janvier 2009   | Taken                                     | 24 717 037 $  |
| 6  | 6 février 2009    | Ce que pensent les hommes                 | 27 785 487 $  |
| 7  | 13 février 2009   | Vendredi 13                               | 40 570 365 $  |
| 8  | 20 février 2009   | Coraline                                  | 11 537 983 $  |
| 9  | 27 février 2009   | Jonas Brothers: The 3D Concert Experience | 12 709 661 $  |
| 10 | 6 mars 2009       | Watchmen : Les Gardiens                   | 55 214 334 $  |
| 11 | 13 mars 2009      | La Montagne ensorcelée                    | 24 402 214 $  |
| 12 | 20 mars 2009      | Prédictions                               | 24 604 751 $  |
| 13 | 27 mars 2009      | Monstres contre Aliens                    | 59 321 095 $  |
| 14 | 3 avril 2009      | Fast and Furious 4                        | 70 950 500 $  |
| 15 | 10 avril 2009     | Hannah Montana, le film                   | 32 324 487 $  |
| 16 | 17 avril 2009     | 17 ans encore                             | 23 722 310 $  |
| 17 | 24 avril 2009     | Obsessed                                  | 28 612 730 $  |
| 18 | 1er avril 2009    | X-Men Origins: Wolverine                  | 85 058 003 $  |
| 19 | 8 mai 2009        | Star Trek                                 | 75 204 289 $  |
| 20 | 15 mai 2009       | Anges et Démons                           | 46 204 168 $  |
| 21 | 22 mai 2009       | La Nuit au Musée 2                        | 54 173 286 $  |
| 22 | 29 mai 2008       | Là-haut                                   | 68 108 790 $  |
| 23 | 5 juin 2009       | Very Bad Trip                             | 44 979 319 $  |
| 24 | 12 juin 2009      | Very Bad Trip                             | 32 794 387 $  |
| 25 | 19 juin 2009      | La Proposition                            | 33 627 598 $  |
| 26 | 26 juin 2009      | Transformers 2 : La Revanche              | 108 966 307 $ |
| 27 | 3 juillet 2009    | Transformers 2 : La Revanche              | 42 320 877 $  |
| 28 | 10 juillet 2009   | Brüno                                     | 30 619 130 $  |
| 29 | 17 juillet 2009   | Harry Potter et le Prince de sang-mêlé    | 77 835 727 $  |
| 30 | 24 juillet 2009   | Mission-G                                 | 31 706 934 $  |
| 31 | 31 juillet 2009   | Funny People                              | 22 657 780 $  |
| 32 | 7 aout 2009       | G.I. Joe : Le Réveil du Cobra             | 54 713 046 $  |
| 33 | 14 aout 2009      | District 9                                | 37 354 308 $  |
| 34 | 21 aout 2009      | Inglourious Basterds                      | 38 054 676 $  |
| 35 | 27 aout 2009      | Destination finale 4                      | 27 408 309 $  |
| 36 | 4 septembre 2009  | Destination finale 4                      | 15 295 069 $  |
| 37 | 11 septembre 2009 | Numéro 9                                  | 10 740 446 $  |
| 38 | 18 septembre 2009 | Tempête de boulettes géantes              | 30 304 648 $  |
| 39 | 24 septembre 2009 | Tempête de boulettes géantes              | 25 038 803 $  |
| 40 | 2 octobre 2009    | Bienvenue à Zombieland                    | 24 733 155 $  |
| 41 | 9 octobre 2009    | Thérapie de couples                       | 34 286 740 $  |
| 42 | 16 octobre 2009   | Max et les maximonstres                   | 32 695 407 $  |
| 43 | 23 octobre 2009   | Paranormal Activity                       | 21 104 070 $  |
| 44 | 30 octobre 2009   | Michael Jackson's This Is It              | 23 757 830 $  |
| 45 | 6 novembre 2009   | Le Drôle de Noël de Scrooge               | 30 075 035 $  |
| 46 | 13 novembre 2009  | 2012                                      | 65 657 941 $  |
| 47 | 20 novembre 2009  | Twilight, chapitre II : Tentation         | 142 657 862 $ |
| 48 | 27 novembre 2009  | Twilight, chapitre II : Tentation         | 42 074 753 $  |
| 49 | 4 décembre 2009   | The Blind Side                            | 20 913 086 $  |
| 50 | 11 décembre 2008  | La Princesse et la Grenouille             | 24 208 657 $  |
| 51 | 18 décembre 2009  | Avatar                                    | 77 931 887 $  |
| 52 | 25 décembre 2009  | Avatar                                    | 75 003 752 $  |